# Galianthe laxa
Galianthe laxa är en måreväxtart som först beskrevs av Adelbert von Chamisso och Diederich Franz Leonhard von Schlechtendal, och fick sitt nu gällande namn av Elsa Leonor Cabral. Galianthe laxa ingår i släktet Galianthe och familjen måreväxter.

## Underarter
Arten delas in i följande underarter:
- G. l. laxa
- G. l. paraguariensis